# Fruchtgemüse

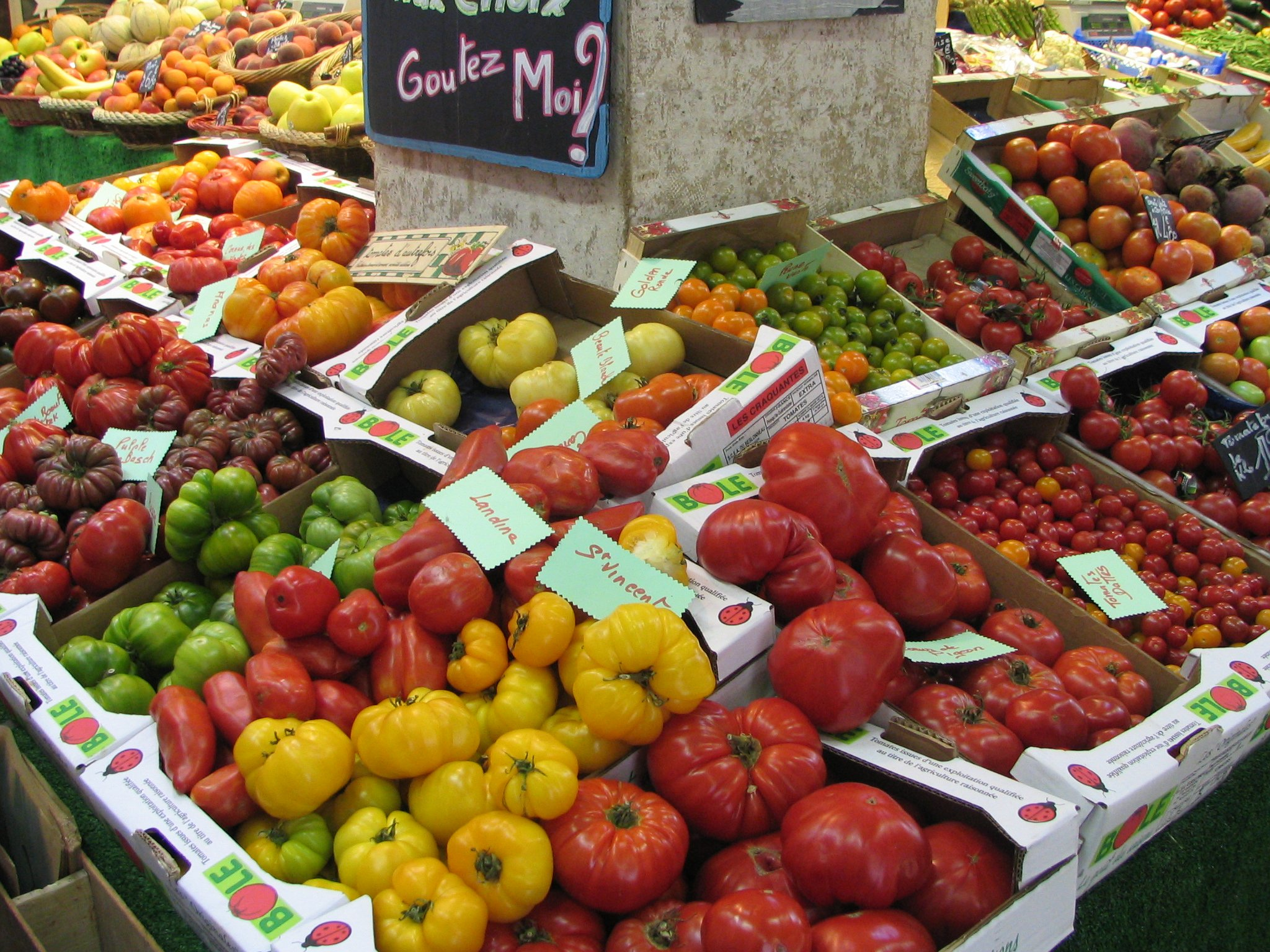
Beispiel für Fruchtgemüse: verschiedene Tomatensorten

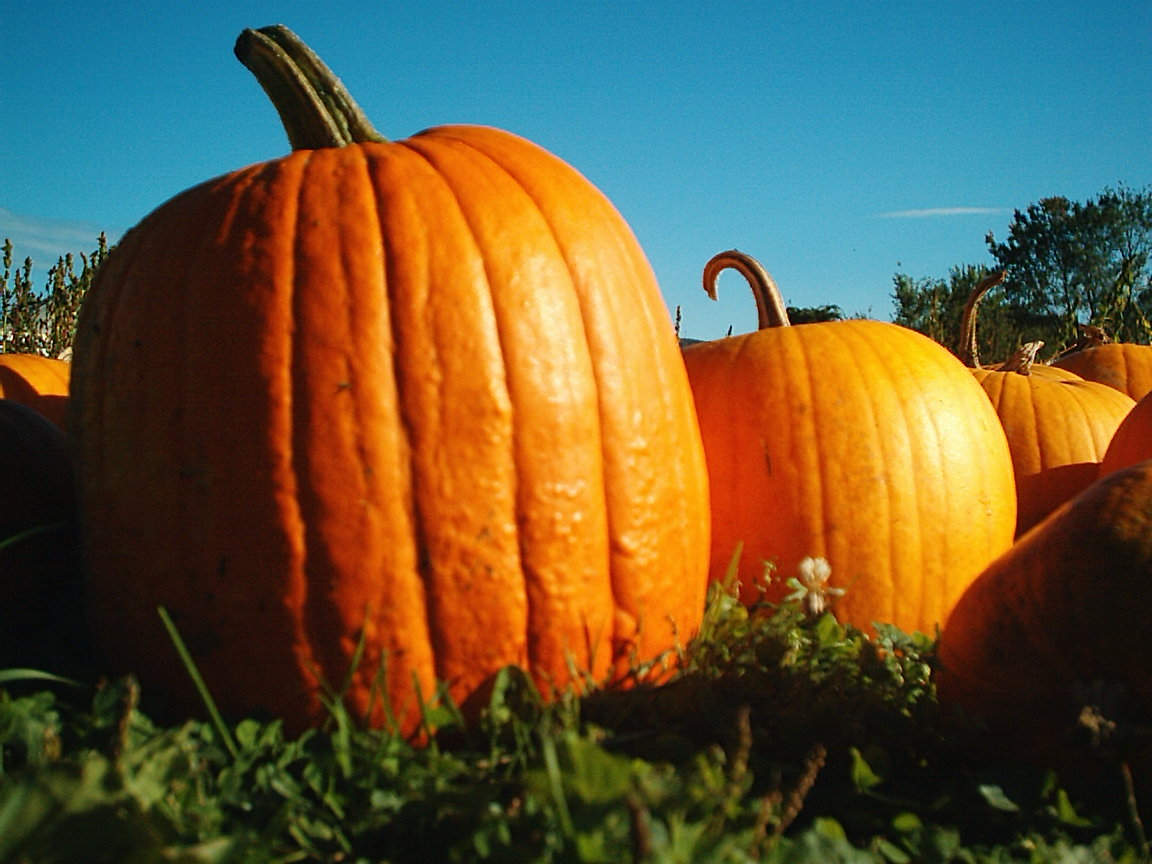
Kürbis

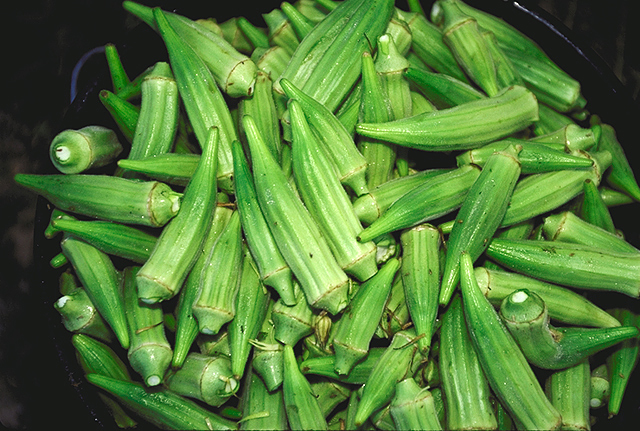
Früchte der Okra (Abelmoschus esculentus)

Als Fruchtgemüse bezeichnet man Gemüsepflanzen, deren oberirdisch wachsende Früchte essbar sind. Diese Früchte entstehen aus befruchteten Blüten. Schneidet man die Früchte von Fruchtgemüse wie Paprika oder Tomaten auf, findet man die Samen der Früchte.
Eine exakte Definition von Fruchtgemüse ist wegen der Unterscheidung von Obst und Gemüse nicht möglich.
In der Botanik zählen viele Fruchtgemüsesorten zu den Pflanzenfamilien der Nachtschattengewächse (Solanaceae) und Kürbisgewächse (Cucurbitaceae).
Allgemein sind die Früchte von Gemüsepflanzen und diese selbst gemeint. Entsprechend den verschiedenen Definitionen von Gemüse bezeichnet man damit:
- Früchte von ein- und zweijährigen Pflanzen
- Früchte von krautigen Pflanzen
- Früchte von ein- und zweijährigen Pflanzen, die als Feldfrüchte angebaut werden und je nach Einteilung als Hülsenfrüchte für Nährmittel oder als Ölfrüchte für die Fettgewinnung verwendet werden.
- Früchte von Pflanzen, die erst seit dem Ende des 16. Jahrhunderts aus Amerika und Ostasien nach Europa gelangten; teilweise Neuweltfrüchte genannt.
- Fruchtgewürze werden teilweise als Fruchtgemüse betrachtet, auch wenn sie von mehrjährigen Pflanzen stammen.